# Biennale di Venezia
La Biennale di Venezia è una fondazione culturale italiana con sede a Venezia. Attiva prevalentemente nelle arti figurative – ma anche nella musica, nel cinema, nel teatro, nell'architettura e nella danza – è considerata la più importante fondazione culturale nel suo genere in Italia e fra le più rilevanti al mondo; dal 1895 organizza l'Esposizione internazionale d'arte di Venezia, con cadenza biennale.

## Descrizione
Nata come società di cultura nel 1895 con l'organizzazione della prima Esposizione biennale al mondo, col fine di stimolare l'attività artistica e il mercato dell'arte nella città di Venezia e nell'unificato stato italiano, ha tuttora il fine di promuovere le nuove tendenze artistiche ed organizza manifestazioni internazionali nelle arti contemporanee. 
A far nascere l'iniziativa fu un gruppo di intellettuali veneziani capeggiati dal sindaco del tempo, Riccardo Selvatico che, con una delibera dell'amministrazione comunale di Venezia del 19 aprile 1893, proponevano di "istituire un'esposizione biennale artistica nazionale".
Il nome "Biennale" deriva dalla cadenza biennale delle sue manifestazioni (con l'eccezione della Mostra del cinema, nata nel 1932 anch'essa con cadenza biennale, divenuta però annuale dal 1935). 
Presso i Giardini Napoleonici sono collocati i padiglioni degli Stati che partecipano in modo permanente alle varie esposizioni. Essi hanno una lunga storia e per via della loro collocazione giuridica sono equiparati a delegazioni di rappresentanza estera e quindi godono di extraterritorialità. La Biennale è nota per la sua Esposizione Internazionale d'Arte, la Mostra Internazionale di Architettura e il Festival Internazionale del Cinema, tra gli altri eventi.

## Articolazione attuale dell'ente
L'ente, ad oggi, oltre all'omonima e celebre Biennale d'Arte, organizza altre esposizioni multidisciplinari nate in anni più recenti e suddivise nei seguenti settori:
- Arte - Esposizione internazionale d'arte di Venezia, spesso chiamata semplicemente Biennale di Venezia, nata con l'ente stesso nel 1895
- Musica - Festival internazionale di musica contemporanea, fondato nel 1930, fu la prima manifestazione della Biennale ad affiancare l'Esposizione d'Arte che aveva caratterizzato la Biennale sin dalle sue origini
- Cinema - Mostra internazionale d'arte cinematografica di Venezia, istituito nel 1932, è il più antico festival cinematografico del mondo
- Teatro - Festival internazionale del teatro, istituito nel 1934 come terzo evento da affiancare alla Biennale d'arte
- Architettura - Mostra internazionale di architettura di Venezia, istituita nel 1980
- Danza - Festival internazionale di danza contemporanea, istituita nel 1999

Infine il settore dell'Archivio storico delle arti contemporanee (ASAC) è preposto alla conservazione del patrimonio della Biennale, in tutti i suoi ambiti. La sede dell'ASAC è attualmente dislocata nel parco scientifico e tecnologico VEGA di Porto Marghera, in attesa che si concluda il restauro di Ca' Corner della Regina, nel centro storico, che ospita tuttora gran parte del patrimonio documentario.

## Storia
Le prime edizioni si tennero nel Palazzo Pro Arte, poi Padiglione Italia, attualmente Padiglione Centrale (ora sede istituzionale della mostra principale della Biennale d'arte), nei pressi dei Giardini della Biennale, nel sestiere di Castello. Già dal 1907 iniziarono a sorgere intorno a tale edificio, un certo numero di altri complessi (circa 29), i Padiglioni nazionali, nati dallo studio di famosi architetti (fra cui Josef Hoffmann, Carlo Scarpa, James Stirling, Alvar Aalto, Bruno Giacometti, il gruppo milanese B.B.P.R., Gerrit Rietveld e Sverre Fehn) con lo stile delle più diverse architetture mondiali.

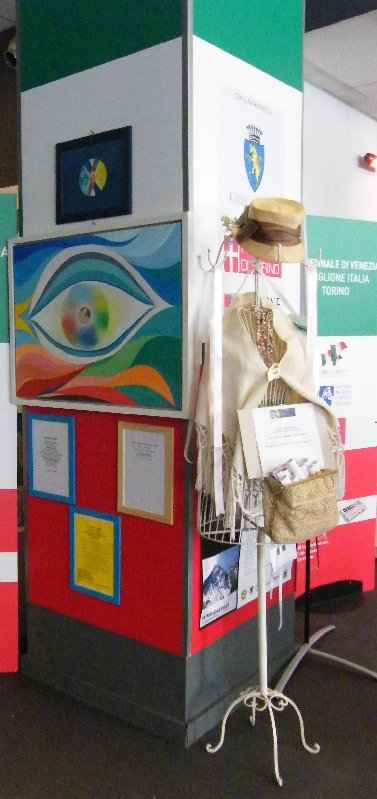
Opere esposte nell'edizione speciale per il 150º Anniversario dell'Unità d'Italia 2011-2012

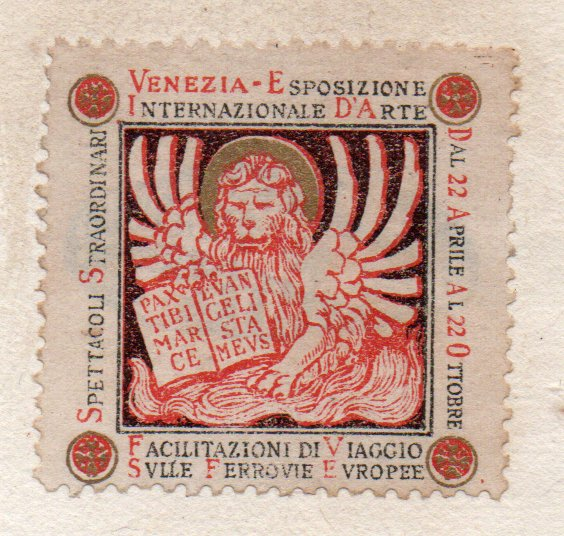
Biennale bollo

Con il regio Decreto n. 33 del 13 gennaio 1930 la Biennale venne trasformata in Ente Autonomo passando dal controllo del Comune di Venezia a quello dello Stato fascista. Sotto la presidenza di Giuseppe Volpi (dal 1930 al 1943) e grazie ai maggiori finanziamenti statali la Biennale si aprì a varie forme d'arte e quello stesso anno nacque la Mostra di musica contemporanea, seguita due anni più tardi, nel 1932, dalla più importante e famosa Mostra internazionale d'arte cinematografica di Venezia. Nel 1934 fu, invece, la volta di quella teatrale.
Nel 1951 il Governo nominò il nuovo Consiglio d'amministrazione, il primo del dopoguerra.
Nel 1980 si tenne la prima edizione della Mostra Internazionale di Architettura sotto la direzione di Paolo Portoghesi, aprendo per la prima volta lo spazio delle Corderie dell'Arsenale, utilizzate da allora anche per l'esposizione d'arte. La Biennale d'Arte si svolge negli anni dispari, in alternanza con quella di Architettura.
La Biennale di Venezia ha subito diverse riforme. La prima nel 1973 in "Ente Autonomo dello Stato" fornendola di un nuovo statuto, che sostituiva quello di epoca fascista adottato nel 1938. Nel febbraio 1998 viene pubblicato sulla Gazzetta Ufficiale il decreto di riforma che privatizza la Biennale che diviene "Società di cultura". L'ultima riforma risale al 2004 che ha portato la Biennale a "Fondazione".
Una particolare edizione della Biennale si è tenuta nella Sala Nervi - Padiglione Italia a Torino Esposizioni (dicembre 2011 - febbraio 2012), edizione dedicata al 150° dell'Unità d'Italia e curata da Vittorio Sgarbi.
Il 13 febbraio 2024 la Sala Stampa della Santa Sede ha annunciato che il Santo Padre papa Francesco visiterà, prima volta di un pontefice alla Biennale di Venezia, il padiglione della Santa Sede alla 60ª Esposizione internazionale d'arte di Venezia, presso il carcere femminile della Giudecca nella giornata di domenica 28 aprile 2024.

## Cariche attuali
- Presidente: Pietrangelo Buttafuoco, dal 20 marzo 2024[9]
- Consiglio di Amministrazione: Luigi Brugnaro (vicepresidente), Luca Zaia, Tamara Gregoretti
- Collegio dei revisori dei conti: Jair Lorenco (presidente), Stefania Bortoletti, Anna Maria Como, Debora Gobbini (supplente)
- Direttore generale: Andrea Del Mercato

## Galleria d'immagini

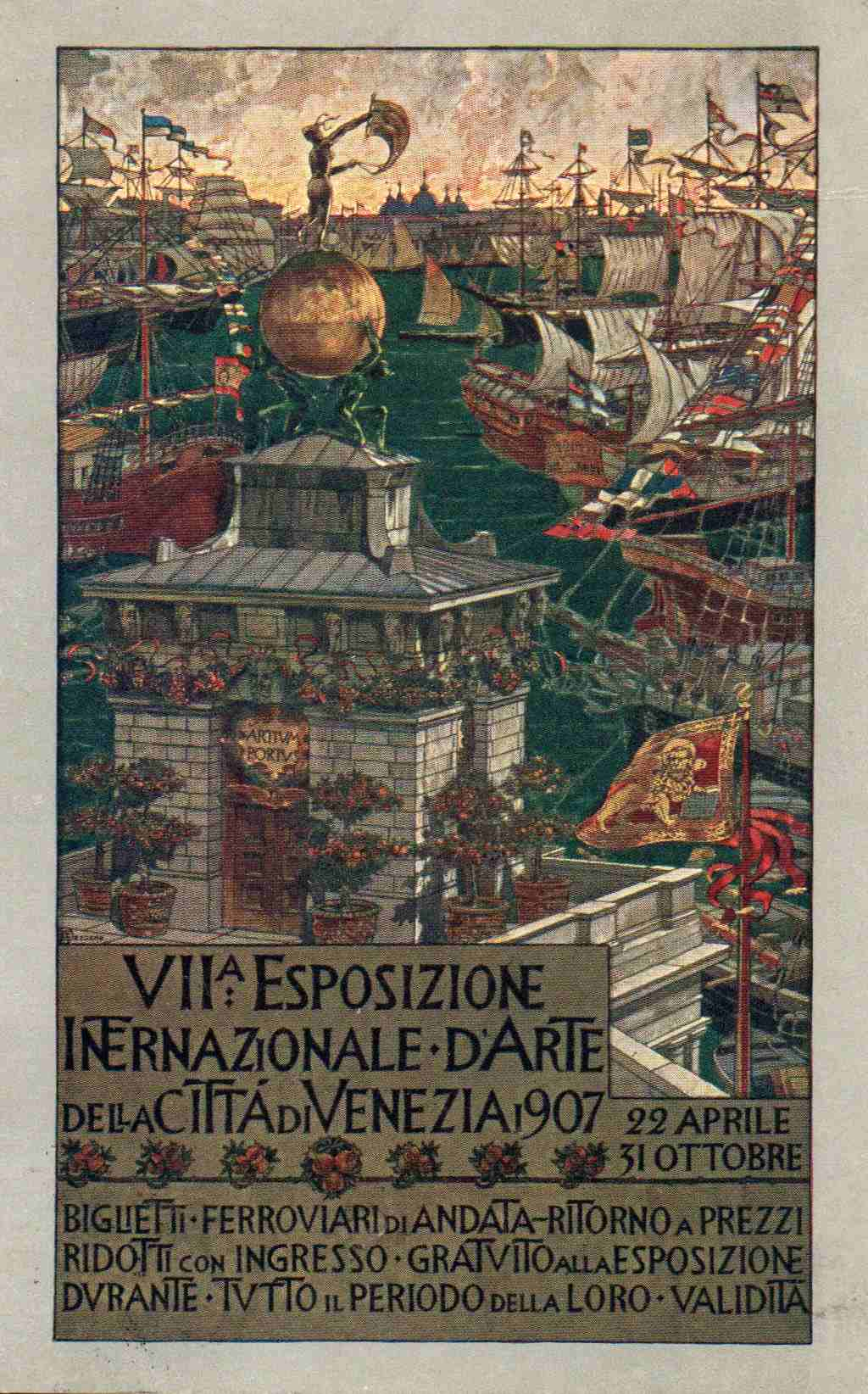
Biennale, anno 1907
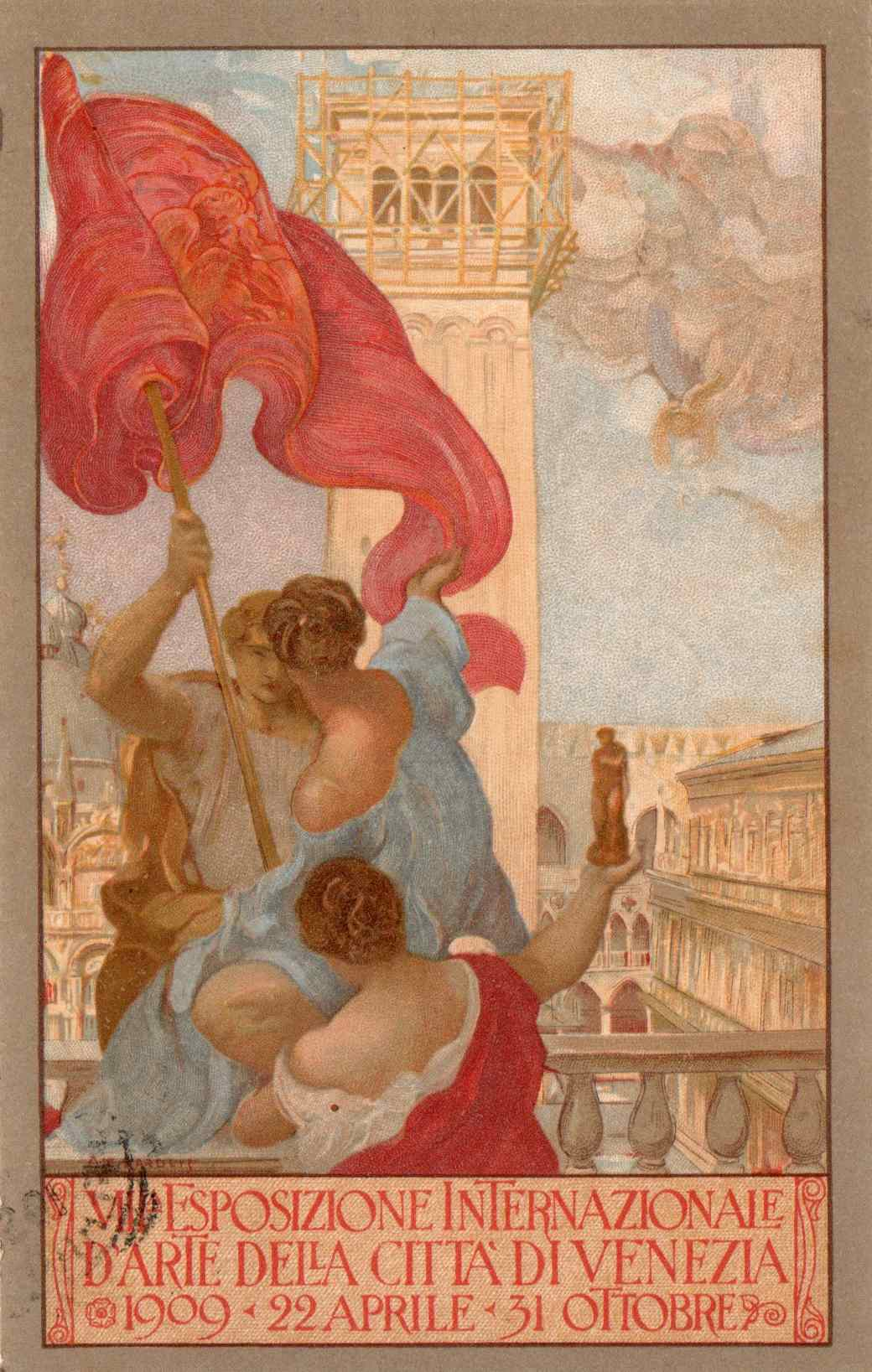
Biennale, anno 1909
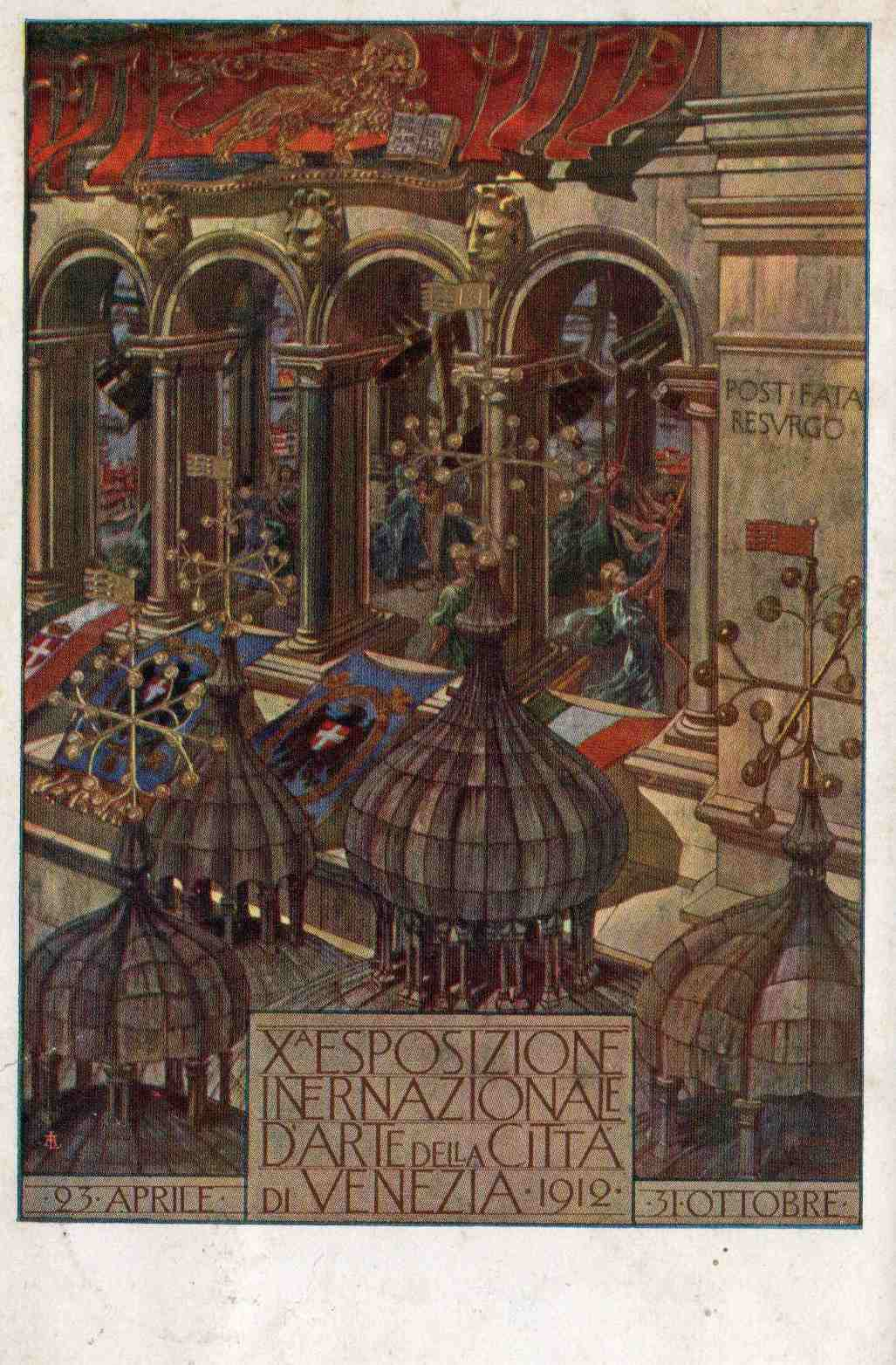
Biennale, anno 1912
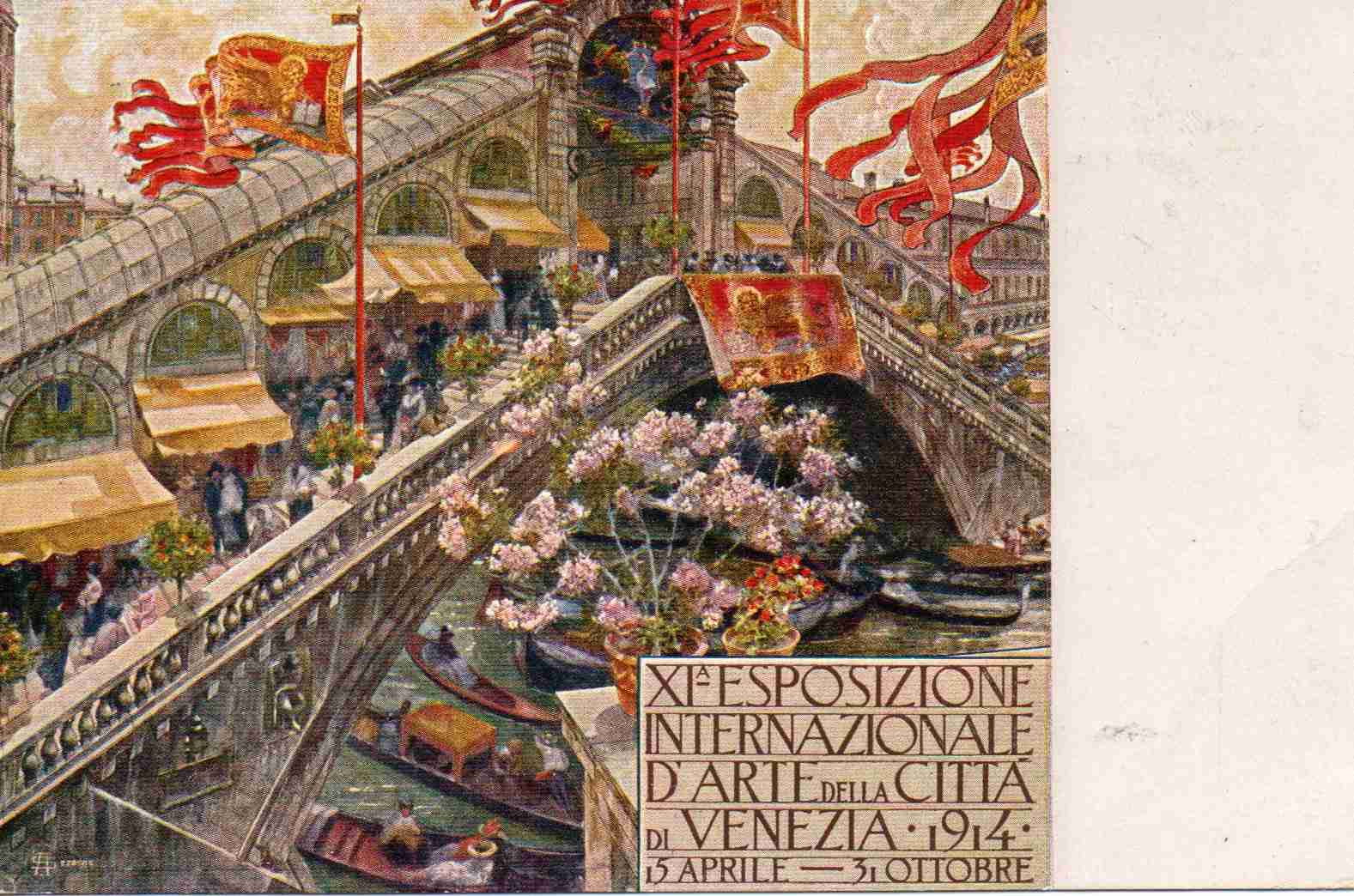
Biennale, anno 1914
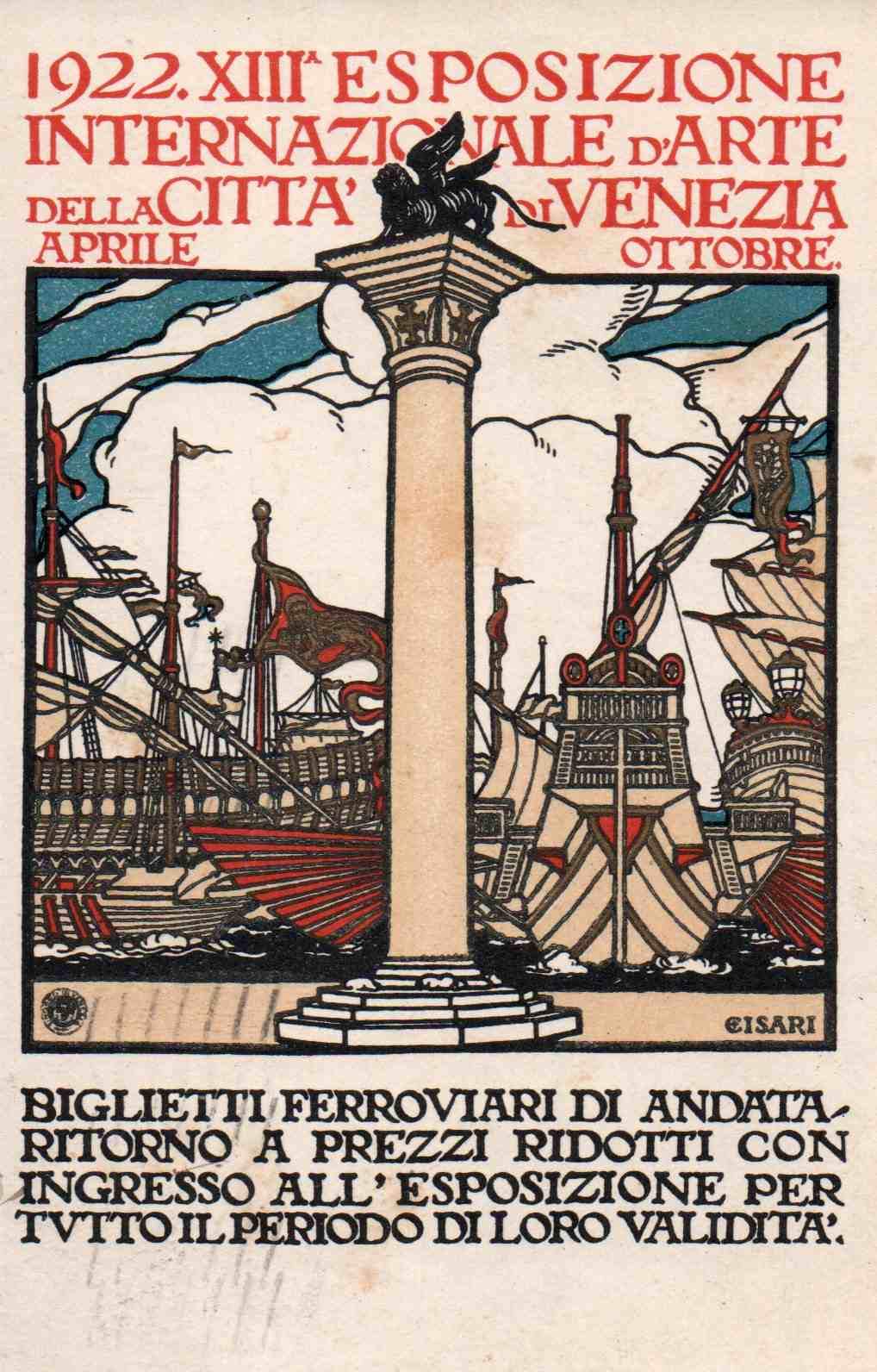
Biennale, anno 1922
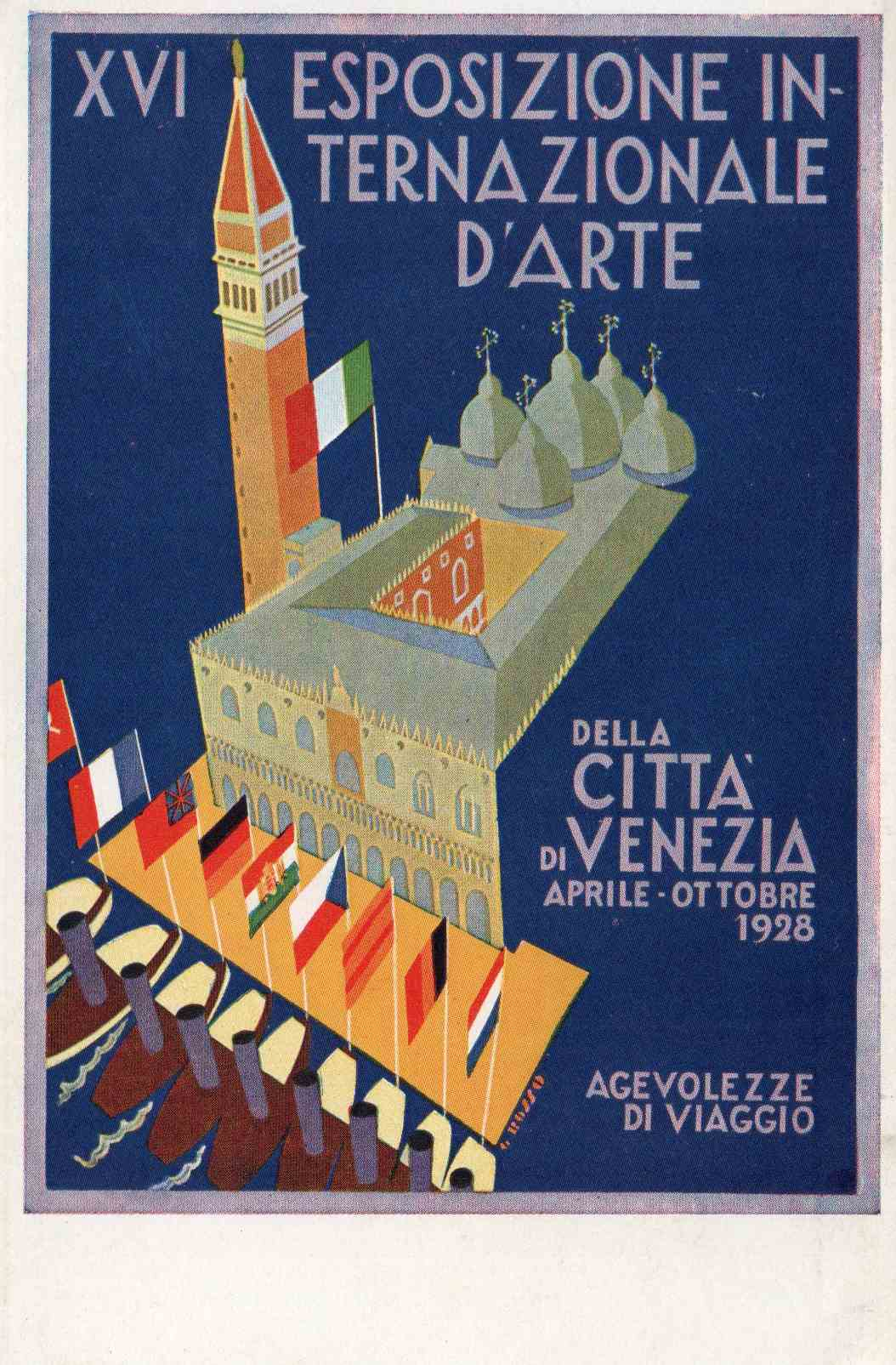
Biennale, anno 1928
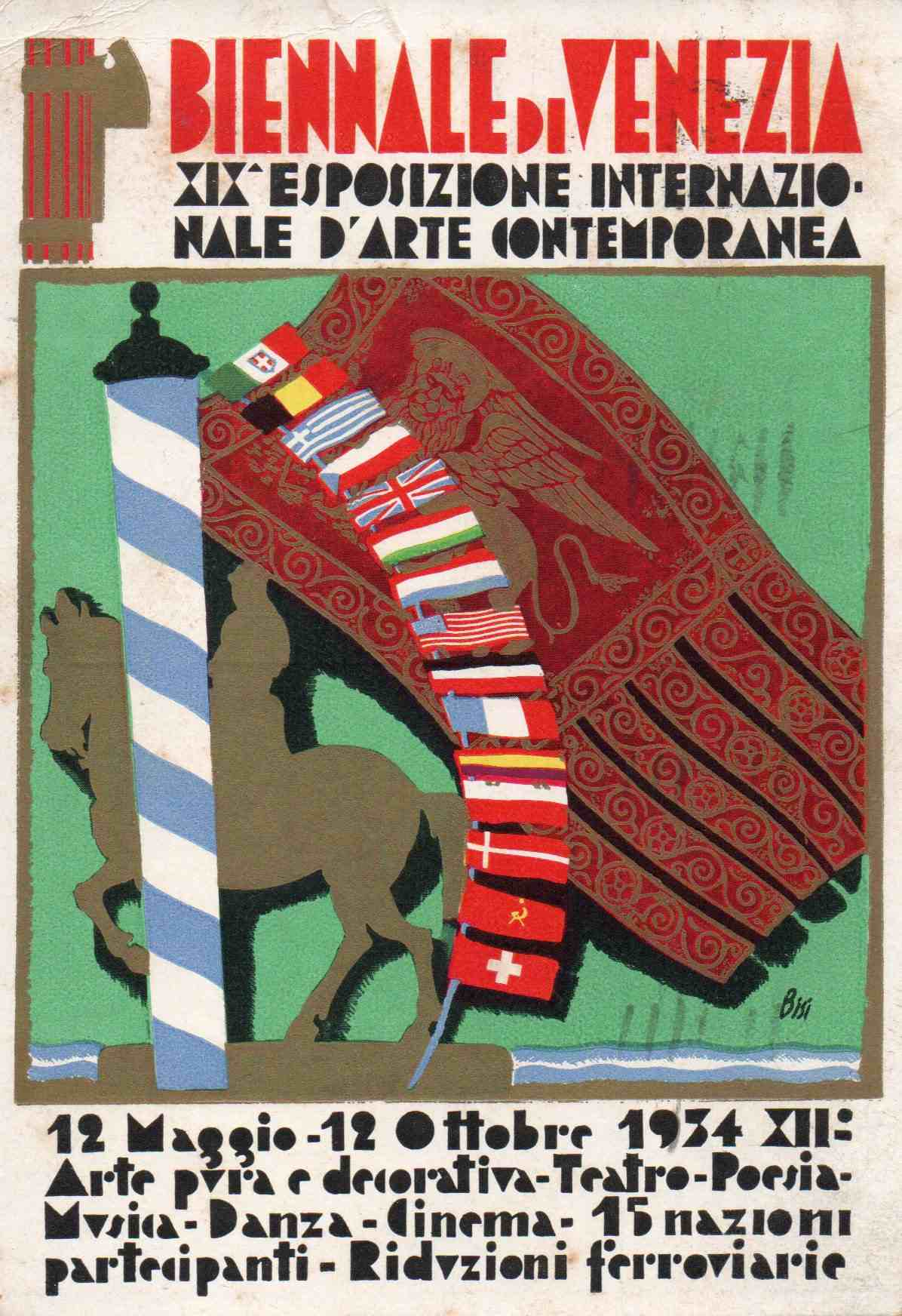
Biennale, anno 1934